# Woburn (Massachusetts)
Pour les articles homonymes, voir Woburn.
Cette page contient des caractères spéciaux ou non latins. S’ils s’affichent mal (▯, ?, etc.), consultez la page d’aide Unicode.
Woburn (prononcé en anglais : /ˈwu.bɝn/) est une ville des États-Unis, dans le Massachusetts, Comté de Middlesex, fondée en 1640 sous le nom de Charlestown Village.
La ville s'étend aujourd'hui sur 33,4 km2, comprenant 0,6 km2 d'eau (1,71 % de la surface totale).
Au dernier recensement de 2000, la ville comptait 37 258 personnes, réparties en 14 997 foyers et 9 658 familles. La densité de population s'élevait à 469 personnes/km2.
Rainin Instrument a son siège social établi à Woburn.

## Personnalités liées à la ville
- William Emmett Dever (1862-1929), maire de Chicago de 1923 à 1927.
- Nancy Kerrigan, née le 13 octobre 1969 à Woburn, est une patineuse artistique américaine.
- Benjamin Thompson, comte de Rumford (26 mars 1753 - 21 août 1814) est un physicien américain né à Woburn.
- George S. Zimbel (1929-2023), photographe américain natif de Woburn, émigré au Canada.